# Masacre de La Forestal
La masacre de La Forestal fue una matanza de huelguistas de la empresa británica de tanino La Forestal, sucedida en 1921 en varios pueblos del norte de la provincia de Santa Fe (Argentina). Los asesinatos sucedieron durante el gobierno del presidente radical Hipólito Yrigoyen y fueron cometidos por el grupo parapolicial Liga Patriótica Argentina y fuerzas policiales privadas de la empresa, autorizadas por el gobierno de la provincia.
Si bien este hecho ocurrió mientras Yrigoyen ejercía la presidencia de la Argentina, ninguna fuerza federal actuó en la represión, sino que intervinieron fuerzas policiales de la provincia.